# Hilton Budapest

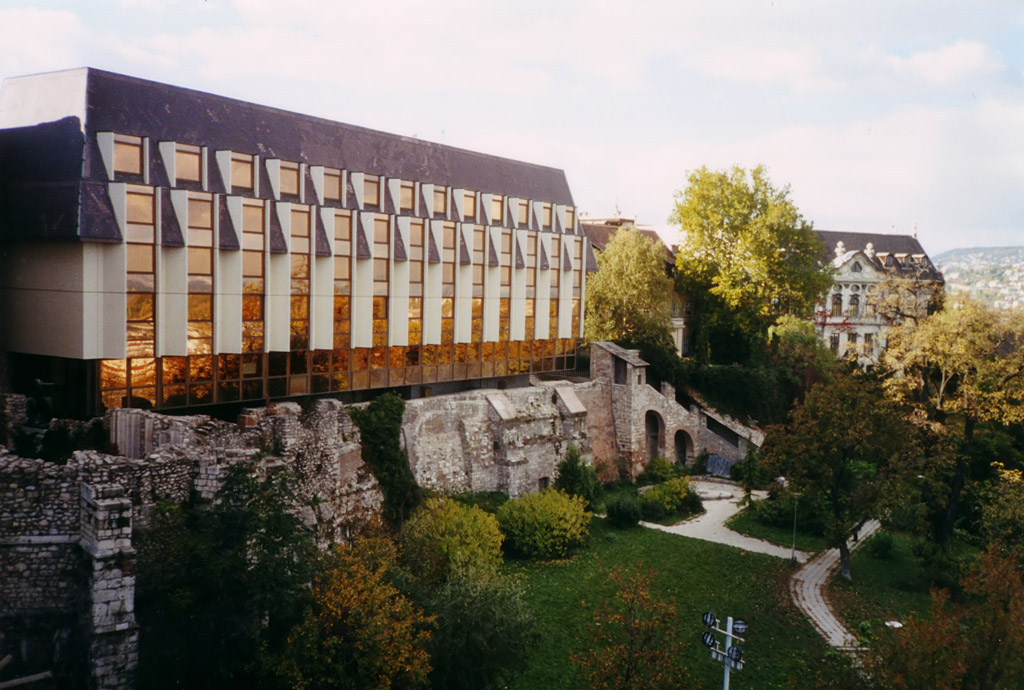
Nördlicher Gebäudeteil, Ansicht von Südosten von der Fischerbastei (vor 2004)

Das Hilton Budapest ist ein Hotel im Budapester Burgviertel nördlich der Fischerbastei und der Matthiaskirche. Das von Béla Pintér mit János Sedhnayr für die staatliche Planungsgesellschaft KÖZTI entworfene Hotel wurde 1976 oder 1977 eröffnet und befindet sich auf den Ruinen des mittelalterlichen Nikolaiklosters sowie des barocken Jesuitenkollegs, dessen Reste es jeweils einbezieht. Es war das erste Hilton-Hotel in einem kommunistischen Land in Europa.

## Beschreibung

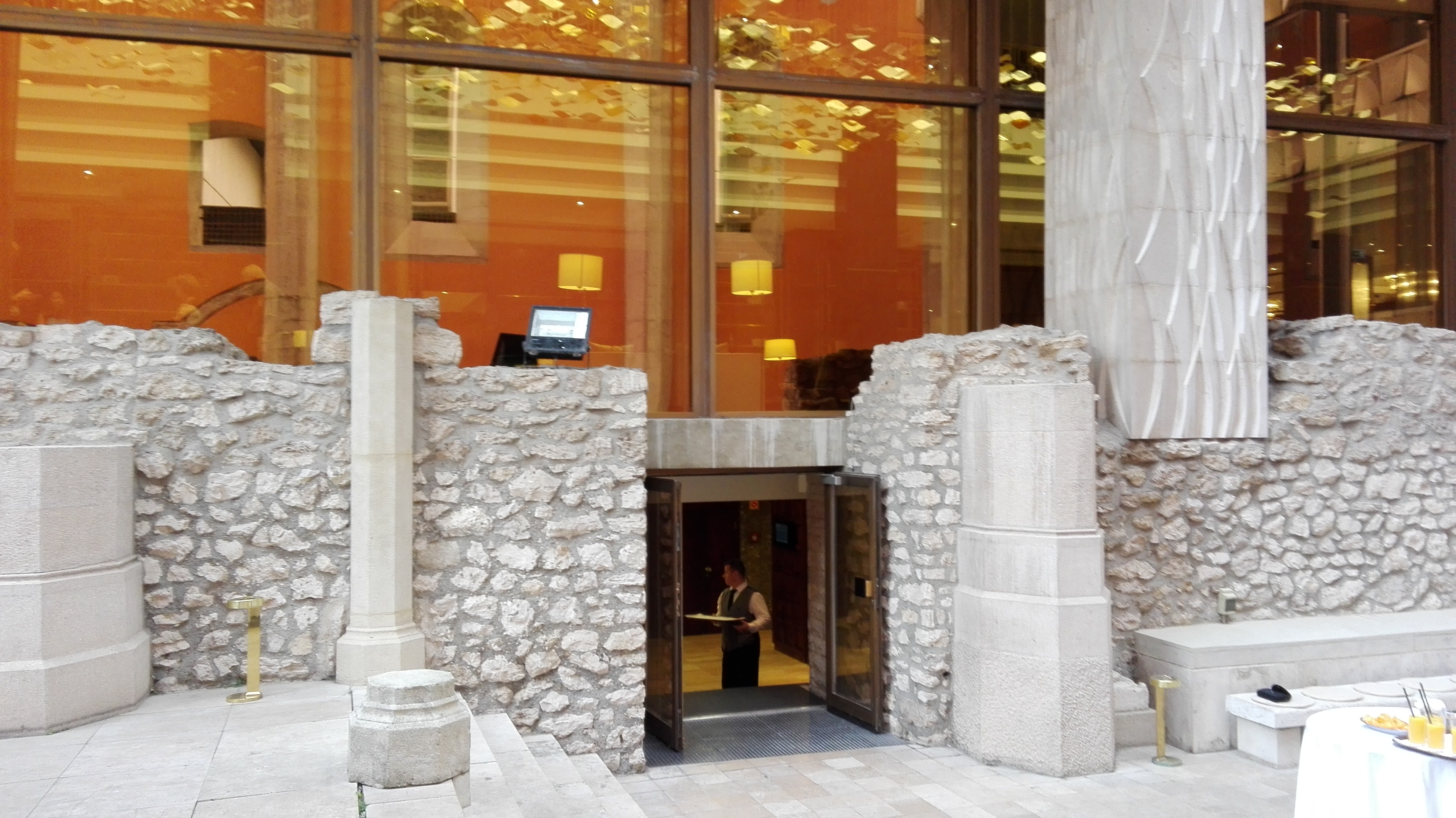
Übergang vom Innenbereich zur Ruine der Klosterkirche (2017)

Die Anlage besteht aus einem nördlichen und einem südlichen Gebäudeteil. Der südliche Teil befindet sich hinter der barocken Westfassade des ehemaligen Jesuitenkollegs. Der nördliche Teil schließt nördlich an die Ruine der Klosterkirche und einen erhaltenen Turm des ehemaligen Nikolaiklosters an.
Der nördliche Gebäudeteil hat einen H-förmigen Grundriss, wobei einer der beiden parallelen Gebäudeflügel die Westfassade zur Hess András ter bildet und an den historischen Turm anschließt. Während der nördliche Hof als Parkplatz genutzt wird, ist der südliche Hof eine freie Rekonstruktion des historischen Kreuzgangs des Klosters. Dieser grenzt im Süden an die Ruine der ehemaligen Klosterkirche an, die teilweise bis zum Gewölbeansatz erhalten beziehungsweise rekonstruiert ist. Der nördliche Gebäudeteil verfügt durchgängig über drei Vollgeschosse und drei Dachgeschosse, die als Mansardflachdach ausgeführt sind. Während das Erdgeschoss völlig verglast ist, sind die oberen beiden Vollgeschosse aus Betonfertigteilen gebaut, die vertikale, erkerähnliche Fensterbänder bilden. Alle Fensterflächen sind mit goldbedampftem Glas ausgeführt. Die Fensterbänder durchbrechen die Traufe und setzen sich ins erste Dachgeschoss fort. Im zweiten Dachgeschoss sind gleiche Elemente zurückgesetzt als Gauben vorhanden. Das dritte Dachgeschoss verfügt über keine Fenster.

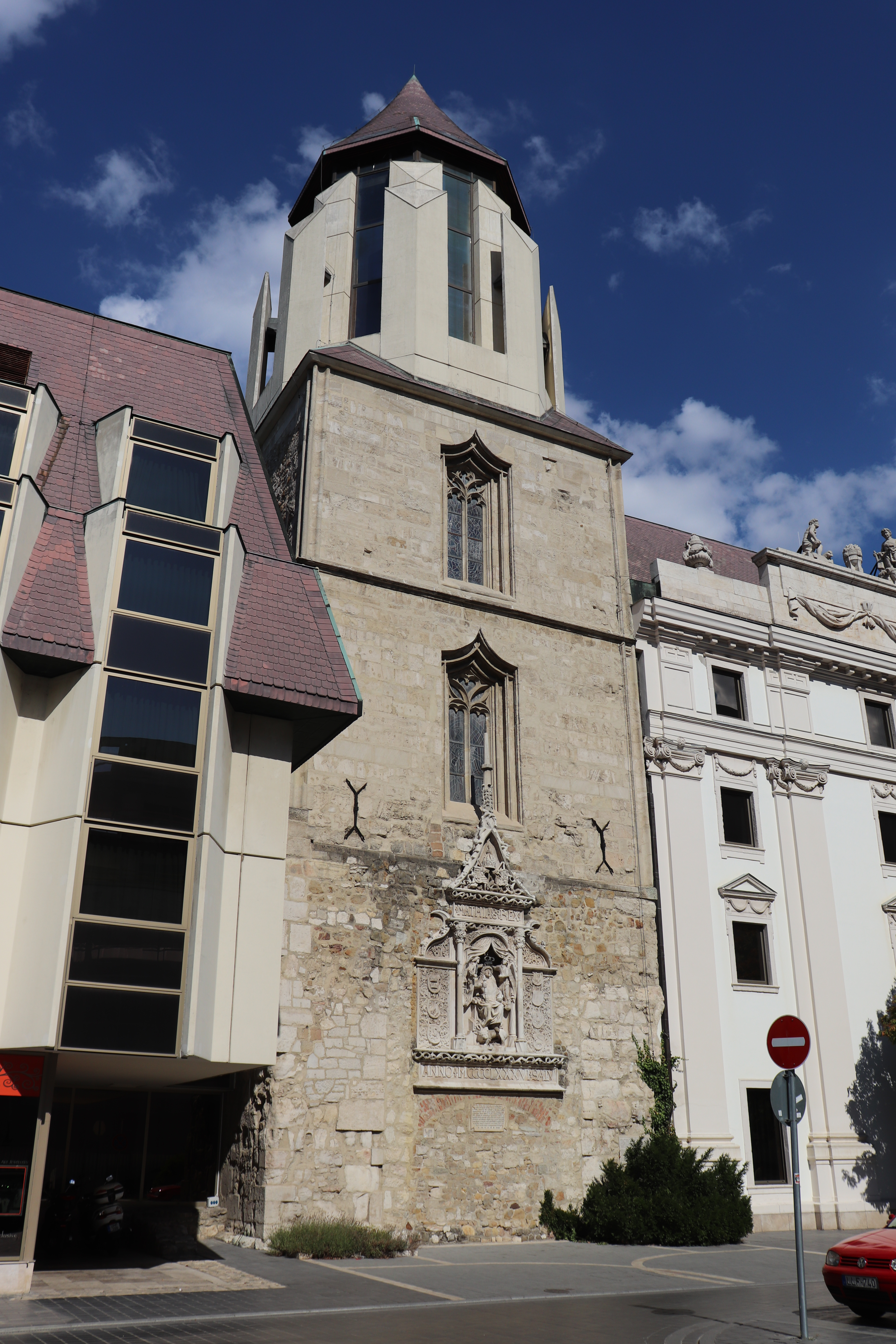
Turm des Nikolaiklosters mit moderner Laterne; rechts Fassade des Jesuitenkollegs (2022)

Der südliche Gebäudeteil ist eine geschlossene vierflüglige Anlage, wobei der Innenhof unverglast überdacht ist. Die dreigeschossige barocke Westfassade (zuzüglich eines Attikageschosses) ist 15-achsig und durch Monumentalpilaster gegliedert. An der Südfassade ist ganz im Westen eine weitere identische Achse des barocken Jesuitenkollegs erhalten. Die restliche Südfassade und die Ostfassade ist analog zum nördlichen Gebäudeteil gestaltet. Der Gebäudeteil ist jedoch fünf- (an der Südfassade) beziehungsweise sechsgeschossig (an der Ostfassade), zuzüglich der drei oberen Dachgeschosse.
Der historische Turm des Nikolaiklosters ist ein dreigeschossiger gemauerter Turm mit quadratischem Grundriss, auf den beim Umbau zum Hotel eine achteckige Laterne aufgesetzt wurde. Diese Laterne besteht aus zwei achteckigen Kränzen aus Beton, die jeweils nur an den Kanten ausgebildet sind und nach oben offen sind. Der äußere Kranz steht skulptural um den inneren Kranz, der mit Fenstern und einem konkav gewölbtem Kegeldach versehen ist.

## Architektur
Die Gebäudelinie entspricht von der Donau aus etwa der Kubatur der Vorkriegsbebauung und vermittelt durch den niedrigeren Nordteil zur Bebauung der Táncsics Mihály utca. Die schlichte Dachgestaltung vermeidet Konkurrenz zur Fischerbastei und Matthiaskirche nebenan. Durch die Erhöhung des Turms des Nikolaiklosters konnte dieser seine städtebauliche Dominanz wahren.
Das Hilton Budapest wurde gebaut, als die Ideen der modernen Architektur zunehmend in Kritik gerieten und sich Ideen der Postmoderne anfingen zu verbreiten, diese jedoch noch umstritten waren. Das Hilton Budapest wendet sich in seiner Architektur bereits vom funktionalistischen Dogma der Moderne ab.